# Антон Шипулин
Антон Владимирович Шипулин (рус. Анто́н Влади́мирович Шипу́лин; Тјумењ, 21. август 1987) је руски биатлонац и олимпијски победник у биатлону.
Рођен је у Тјумењу у спортској породици. Отац Владимир и мајка Ала бавили су се скијашким трчањем и биатлоном, а његова рођена сестра, Анастасија је такође биатлонка и олимпијска првакиња. Са пет година је почео да се бави скијашким трчањем, а када је видео пушку своје сестре одлучио је да пређе на биатлон. У јуниорској и млађе сениорској конкуренцији имао је доста успеха о чему сведоче и четири златне медаље на Европском првенству 2008. у конкуренцији до двадесет једне године.
На Олимпијским играма дебитовао је 2010. у Ванкуверу где је освојио бронзану медаљу као део руске штафете. У Сочију, четири године касније постао је олмпијски победник у штафети. Најближи индивидуалној медаљи био је у спринту где је освојио четврто место.
На Светским првенствима је до сада освојио седам медаље, прву 2011. у штафети, једно сребро у масовном старту и једно сребро и две бронзе у потери, злато у мушкој и сребро у мешовитој штафети.
У Светском купу дебитовао је у сезони 2008/09. Највећи успех је остварио 2014/15. 2016/17. када је заузео друго место у генералном пласману. У сезони 2014/15. освојио мали кристални глобус у масовном старту.